# 中環総駅
中環総駅（ちゅうかんそうえき、中文表記:中環總站）は香港中西区に位置するピークトラムの駅。
かつては「花園道駅」を名乗っていたが、2022年8月の駅移転に合わせて駅名改称が行われ、現在の形態となった。

## 駅構造
- 頭端式ホーム2面1線の地上駅。

## 駅周辺
- 聖若瑟書院
- 中銀大廈
- 花旗銀行大廈
- 聖約翰座堂
- 聖約翰大廈
- 美利大廈
- 香港動植物公園
- 美国駐香港総領事館
- 梅夫人婦女會主樓

## 歴史
- 1888年5月30日 - 花園道駅として開業。
- 2022年8月27日 - ホームが70m山頂寄りへ移転されると同時に、現在の駅名に改称される[1]。

## 隣の駅
山頂纜車有限公司
ピークトラム
中環総駅 - 堅尼地道駅